# Port lotniczy Vavaʻu
Port lotniczy Vavaʻu (IATA: VAV, ICAO: NFTV) – międzynarodowy port lotniczy zlokalizowany w Vavaʻu w Królestwie Tonga.

## Linie lotnicze i połączenia
- Air Fiji (Haʻapai, Niuafoʻou, Niuatoputapu, Nukuʻalofa)
- Peau Vavaʻu (Haʻapai, Nukuʻalofa)